# Phaleria octandra
Phaleria octandra – gatunek krzewu z rodziny wawrzynkowatych. Występuje w tropikalnej Australii oraz w Nowej Gwinei, w Indonezji, Malezji i na wyspach Salomona. Osiąga do 6 metrów wysokości. Liście do 20 cm długości i 7 cm szerokości. Białe, pachnące kwiaty rozwijają się od listopada do stycznia, potem brązowieją. Czerwone owoce dojrzewają w marcu i kwietniu, nasiona rozprzestrzeniane są przez ptaki. W tropikalnych warunkach może być uprawiana jako roślina ogrodowa. Młode rośliny potrzebują ochrony przed wiatrem, a także dużo cienia i wilgoci.